# ذاتس أول رايت
«ذاتس أول رايت» هي أغنية من تأليف مغني البلوز آرثر كرودوب، والذي كان أول من سجلها. اشتهرت الأغنية بكونها أول أغنية يصدرها إلفيس بريسلي. تم تسجيل إصدار بريسلي في 5 يوليو 1954،  وأصدرت للسوق في 19 يوليو 1954 مع أغنية «بلو مون أوف كنتاكي» في الوجه الثاني. وضعت الأغنية في المركز 113 في قائمة مجلة رولينج ستون علن 2010 عن «أعظم 500 أغنية في كل العصور».
في يوليو 2004، بعد مرور 50 سنة من إصدارها الأول، تم إصدار الأغنية على شكل سي دي في المملكة المتحدة، حيث بلغت المركز الثالث في قائمة الأغاني.

## التاريخ
سجل آرثر كرودوب الأغنية، والتي كانت من تأليفه، في شيكاغو في 6 سبتمبر 1946. واستعان كرودوب في بعض الكلمات بأبيات بلوز تقليدية والتي سجلها من قبله ليمون جيفرسون في عام 1926. أصدر كرودوب التسجيل على علامة آر سي أيه فيكتور، لكنه لم يحقق نفس النجاح الذي شهدته تسجيلاته السابقة. في الجلسة نفسها، قام بتسجيل أغنية بلحن متطابق تقريبًا مع كلمات مختلفة، بعنوان «آي دونت نو»، والتي تم إصدارها أيضًا كمنفردة. أعيد إصدار الأغنية في أوائل مارس 1949 بعنوان «ذاتس أول رايت، ماما»، وأصدرت على أنها أول تسجيل بلوز لآر سي أيه على أسطوانة 45 دورة في الدقيقة.
تم تسجيل نسخة الفيس بريسلي في يوليو 1954، وكان رقم الكتالوج هو Sun 209. وأصدرت باسم «ذاتس أول رايت»، ووضعت أسماء الفنانين إلفيس بريسلي وسكوتي وبيل. تم تسجيل آرثر كرودوب على الملصق الخاص بأغنية بريسلي باعتباره المؤلف الوحيد، ولكن يعتقد أنه لم يُدفع له أي إيرادات حقوق ملكية على الإطلاق، حتى بعد معارك قانونية مع صن في السبعينيات. كان من المفترض أن يدفع إلى كرودب ما قيمته 60,000 دولار من العائدات المتأخرة بعد تسوية القضية خارج المحكمة، لكن هذا لم يتحقق.

## تسجيل بريسلي
كان بريسلي وسكوتي مور (جيتار) وبيل بلاك (باس) يستريحون بعد جلسة تسجيل غير مثمرة في استوديوهات صن في مساء 5 يوليو 1954، وبدأ بريسلي يلعب في وقت فراغه بغناء أغنية آرثر كرودوب، ثم انضم إليه بلاك ومور. تفاجأ المنتج سام فيليبس بهذا العرض غير المتوقع، وطلب من الثلاثة البدء مرة أخرى حتى يتمكن من تسجيلهم. 
لم يحتوي التسجيل على طبول أو آلات أخرى. تم إنتاج الأغنية بأسلوب «التسجيل المباشر» (تم غناء جميع الأجزاء دفعة واحدة وسجلت على مسار واحد). وفي المساء التالي، سجل الثلاثي أغنية «بلو مون أوف كنتاكي» بأسلوب مماثل، وتم اختيارها لتكون الوجه الثاني لأغنية «ذاتس أول رايت».
احتوت نسخة بريسلي على كلمات مختلفة مقارنة بإصدار آرثر كرودب. وقد ذكر سام فيليبس في مقابلة عام 1986 مع رولينج ستون، أن إلفيس غيّر بعض كلمات الأغاني التي سجلها.
كانت جلسة التسجيل هي الزيارة الخامسة لبريسلي إلى استوديوهات صن. أول زيارتين له كانتا في صيف 1953 ويناير 1954، وقدم فيها تسجيلات خاصة، تلتها زيارتان أخريان في صيف عام 1954. 
وفقا لسكوتي مور، فقد قال بيل بلاك عند الانتهاء من جلسة التسجيل، «إن تم عرض هذا على الراديو فسيخرجوننا من المدينة».

### الإصدار

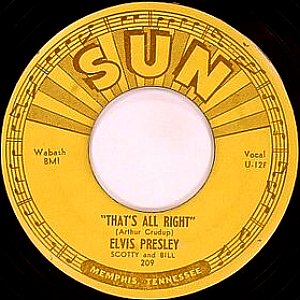
إصدار صن عام 1954

قدم سام فيليبس نسخًا من الأسيتات إلى مشغل الأغاني المحلي ديوي فيليبس (لا قرابة بينهما) على محطة WHBQ الإذاعية، والمقدم أنكل ريتشارد من محطة WMPS، والمقدم جون ليبلي من WHHM.  عرض ديوي فيليبس الأغنية على برنامجه في 7 يوليو. 
لقيت الأغنية اهتماما كبيرا لدرجة أن ديوي قد شغل الأغنية 14 مرة وتلقى أكثر من 40 مكالمة هاتفية.  تم إقناع بريسلي بالذهاب إلى المحطة لإجراء مقابلة على الهواء في تلك الليلة. لم يعلم بريسلي وقتها أن الميكروفون كان مفتوحا على الهواء، وأجاب على أسئلة ديوي، بما في ذلك سؤاله حول مدرسته الثانوية، حيث كانت طريقة خفية من المقدّم لإعلام الجمهور بعرق بريسلي دون ذكره صراحة. 
تم إصدار الأغنية رسميا في 19 يوليو 1954، وبيع منها حوالي 20,000 نسخة.  لم يكن هذا العدد كافيًا لتدخل قوائم الأغاني على المستوى الوطني، لكنها وصلت للمركز الرابع على قوائم ممفيس المحلية.
في يوليو 2004، بعد 50 عامًا بالضبط على إطلاقها لأول مرة، تم إصدار الأغنية بشكل سي دي في المملكة المتحدة، ودخلت في جدول الأغاني بالمملكة المتحدة ووصلت إلى المركز الثالث. وحققت أيضًا نجاحا متوسطا خارج المملكة المتحدة، حيث ظهرت وصلت إلى المركز 31 في أستراليا والمركز 33 في أيرلندا. ونالت الأغنية تصنيف الذهب.

## نسخة البيتلز
سجلت فرقة البيتلز الأغنية في برنامج Pop Go The Beatles الإذاعي في 2 يوليو 1963 في استوديو مايدا فيل في لندن. ولم يتم نشر هذا التسجيل حتى عام 1994 عندما تم نشرها على ألبوم Live at the BBC. ورغم أن فرقة البيتلز أدت ما يقرب من ثلاثين أغنية من أغاني بريسلي في سنواتها الأولى، إلا أن ثلاثة منها فقط تم تسجيلها رسميا، «آيم غونا سيتر سيت داون أند كراي»، «آي فورغوت تو ريميمبر تو فورغيت»، بالإضافة إلى «ذاتس أول رايت»؛ وكلها ظهرت على الألبوم المذكور.

## الإرث
جادلت مجلة رولينج ستون في مقالة عام 2004 أن تسجيل بريسلي لأغنية «ذاتس أول رايت» كان أول تسجيل روك أند رول.
تمت تأدية الأغنية من قبل العديد من فناني الكانتري والروك. ومن بينهم مارتي روبينز الذي سجل نسخة كانتري ووصلت إلى المركز السابع على قائمة بيلبورد لأغاني الكانتري في عام 1955.

## وصلات خارجية
- كلمات الأغنية الكاملة على مترولايركس